# Laž ili zatvor
Laž ili zatvor je hrvatski dokumentarni film. Snimljen je i montiran u produkciji HRT-ovog dokumentarnog i religijskog programa. Autorica je Ljiljana Bunjevac Filipović. 
Film je o čovjeku koji nije mogao živjeti s laži i koji je htio biti mirne savjesti. Zbog nepažljivosti, a ne zbog pijanstva ili brže vožnje došao je u neugodnu situaciju. Vozeći kamion doživio je prometnu nesreću i zbog nepažnje pregazio dvoje ljudi. Isprve je slagao da ne bi završio u zatvoru. Mogao se izvući, jer je oslobađajuća presuda bila tu. Pred samo izricanje odlučio je da ipak neće lagati, priznao je istinu i završio u zatvoru. U filmu obrazlaže svoj postupak.
Premijera filma bila je u kinu Sloboda koje je bilo prepuno.

## Vanjske poveznice
- Nacija  Arhivirana inačica izvorne stranice od 11. studenoga 2018. (Wayback Machine) Otišao sam u zatvor jer više nisam htio lagati